# Taba
Taba er en lille egyptisk by ved nordspidsen af Akababugten. Den mest benyttede grænseovergang mellem Egypten og Israel ligger ved Taba. Byen, som ikke indeholder meget mere end en busstation og et luksushotel med kasino, lever af israelske turister.

## Historie
Taba var den sidste del af Sinai, som Israel leverede tilbage til Egypten efter den israelsk-egyptiske fredsaftale i 1979. Tilbagetrækningen fra resten af Sinai blev ellers afsluttet i 1982, men Israel forblev i Taba indtil 1989 på grund af en tvist om det præcise forløb af den internationale grænse. Israelere kan besøge Taba uden visum i op til 48 timer.
Den 7. oktober 2004 angreb en kvindelig selvmordsaktivist Taba Hilton Hotel med en bilbombe. Mindst 29 mennesker blev dræbt. Ofrene kom fra Egypten, Israel, Italien og Rusland. 25 minutter efter blev Camp Moon Island Village i Ras Shitan også angrebet af en bilbombe, et angreb, der kostede tre mennesker livet.